# Döstädning
Döstädning, een samenvoeging van de Zweedse woorden dö en städning (naar het Nederlands vertaald als 'doodsopruimen'), is een Zweedse opruimmethode. De methode kreeg wereldwijde bekendheid door het boek Döstädning uit 2017 van de Zweedse auteur Margareta Magnusson. De Engelstalige uitgave van het boek gebruikt de titel The Gentle Art of Swedish Death Cleaning, waardoor de opruimmethode ook bekend staat als Swedish Death Cleaning.

## Methode
Het doel van döstädning is het verminderen van het aantal onnodige spullen in huis zodat nabestaanden niet met deze taak belast worden na een overlijden. Döstädning heeft een praktische insteek, is gericht op de toekomst en is gebaseerd op een minimalistische levenswijze. Volgens Magnusson is de opruimmethode geen sombere bedoeling: "Verdrietig en morbide is een goede beschrijving van hoe het is om een heleboel dingen te verzamelen en het niet echt te waarderen. [Het is triest] om al dit schoonmaken aan anderen over te laten. Bewaar de dingen waar je echt, echt van houdt, dingen waar je regelmatig naar kijkt en van geniet. Doe de rest van je spullen weg.” Daarnaast stelt ze dat veel oudere mensen spullen bezitten waarvan ze niet weten dat ze het hebben, maar kunnen deze spullen voor conflicten zorgen als hun nabestaanden moeten beslissen wat ze ermee moeten doen.
De opruimmethode bestaat uit zeven stappen:
1. Betrek familieleden bij het opruimproces
2. Begin met voorwerpen die weinig emotionele waarde hebben
3. Geef bezittingen geleidelijk aan weg
4. Bewaar persoonlijke herinneringen op een aparte plaats
5. Doneer en verkoop wat overblijft
6. Maak een lijst van belangrijke wachtwoorden en documenten
7. Blijf regelmatig voorwerpen opruimen

### Vergelijking met de Konmari-methode
In tegenstelling tot de Konmari-methode van Marie Kondo, waar iemand enkel dingen bewaart waar diegene blij van wordt, gaat döstädning niet enkel om hoe de persoon zich voelt bij de spullen die hij of zij bezit, maar ook om hoe personen om die persoon heen zich bij de spullen voelen. Het kan hier gaan om sentimentele voorwerpen die voor nabestaanden geen waarde hebben en voorwerpen waarvan gedacht wordt dat deze negatieve emoties kunnen opwekken bij de nabestaanden.

## Boek en televisieprogramma
Het boek The Gentle Art of Swedish Death Cleaning waar de methode in wordt beschreven werd in 2018 een bestseller in de Verenigde Staten. Het boek werd vertaald naar 31 talen.  In april 2023 startte er een realityprogramma over döstädning genaamd The Gentle Art of Swedish Death Cleaning dat wordt uitgezonden door de Amerikaanse streamingdienst Peacock.